# Cornelis Bruynzeel jr.
Cornelis (Kees) Bruynzeel jr. (Rotterdam, 19 februari 1900 – Griekenland, 1 augustus 1980) was een Nederlands ondernemer. Hij was directeur der N.V. Bruynzeel's Deurenfabriek te Zaandam. 

## Loopbaan
Kees Bruynzeel was een zoon van Cornelis Bruynzeel sr., directeur van Bruynzeel Fabrieken Zaandam. Hij bezocht het lyceum in Den Haag, en begon daarna in de timmerfabriek van zijn vader. In 1920 werd hij directeur van de deurenfabriek. Hij huwde in 1922 met Titia Verkade (1899-1980).
Bruynzeels bungalow Stormhoek, die naast de deurenfabriek werd gebouwd, werd ontworpen door de architect Jan Wils terwijl Piet Zwart de ontwerper van de meubelen was en ook Vilmos Huszár bijdroeg aan de kleuren van de woning. Ook liet hij, als fervent wedstrijdzeiler en bewonderaar van de zeezeilsport een zeilschip, de oceaan-racer De Zeearend, voor eigen gebruik bouwen. Hierbij werd veel van multiplex gebruik gemaakt. De inrichting van de kajuit kwam voor rekening van Piet Zwart. Het schip was speciaal gebouwd voor deelname aan een 4000 mijl lange oceaan zeilrace, over de route: Newport-Bermuda-Cuxhaven. In 1937 nam hij deel aan de Fastnet-race, die hij met dit schip won. Daarna volgde in 1937 de Fastnet-race, die hij met dit schip won.   
In 1939 vond Bruynzeel hierdoor in de botenbouw een nieuw terrein voor de afzet van multiplex hout. Een eerste toepassing van zijn nieuwe materiaal was de zeilboot Valk. Bootontwerper E.G. van de Stadt: "Met Cees Bruynzeel had ik veel contacten. In de jaren 1938-1939 heb ik met hem meegevaren op de Zeearend. Het was een man waar ik ook veel aan te danken heb, hij had ideeën en ik had ze dat paste goed bij elkaar. Toen hij het hechthout ontwikkelde, wilde hij dat materiaal ook gebruiken voor de bouw van boten. In september 1938 begonnen we met de bouw van de Valk die ik had getekend. Voor die tijd was het heel wat om aan seriebouw te beginnen. In het eerste jaar bouwden we er 100 en in het tweede jaar 150. Toen moesten we stoppen omdat het materiaal op was".
In 1956 emigreerde Kees Bruynzeel naar Zuid-Afrika, waar hij een fabriek begon in Stellenbosch.
Zijn broer Willem Bruynzeel (1901-1978) was, ook in Zaandam, directeur van de Vloerenfabriek, Schaverij en Fineerfabriek. Cornelis Bruynzeel jr. overleed in 1980 aan boord van zijn zeiljacht Stormy tijdens een zeilrace in Griekse wateren. Zijn weduwe overleed enkele maanden later in hun woonplaats Somerset West in Zuid-Afrika.
- Biografisch Portaal: 91302239